# Dirka po Španiji 2006
Dirka po Španiji 2006 (špansko Vuelta a España 2006) je 61. izvedba dirke po Španiji, tritedenske moške cestne kolesarske etapne dirke. Začela se je 26. avgusta v Málagi in končala 17. septembra v Madridu. Sodelovalo je 189 kolesarjev iz 21-ih ekip. Rumeno majico je prvič osvojil Aleksander Vinokurov (Astana), drugo mesto Alejandro Valverde (Caisse d'Epargne–Illes Balears), tretje pa Andrej Kašečkin (Astana). Modro majico je osvojil Thor Hushovd (Crédit Agricole), oranžno majico je osvojil Egoi Martínez (Discovery Channel), belo majico pa Aleksander Vinokurov.

## Ekipe
UCI ProTeams
- Astana
- AG2R Prévoyance
- Bouygues Télécom
- Caisse d'Epargne–Illes Balears
- Cofidis
- Crédit Agricole
- Discovery Channel
- Davitamon–Lotto
- Euskaltel-Euskadi
- Française des Jeux
- Gerolsteiner
- Lampre-Fondital
- Liquigas
- Team Milram
- Phonak
- Quick-Step–Innergetic
- Rabobank
- Saunier Duval–Prodir
- T-Mobile Team
- Team CSC

UCI Professional Continental teams
- Relax–GAM

## Etape
| Etapa | Datum         | Štart/Cilj                                         | Razdalja | Tip                  | Zmagovalec           |
| ----- | ------------- | -------------------------------------------------- | -------- | -------------------- | -------------------- |
| 1     | 26. avgust    | Málaga – Málaga                                    | 7,2 km   | ekipni kronometer    | Team CSC             |
| 2     | 27. avgust    | Málaga – Córdoba                                   | 167 km   |                      | Paolo Bettini        |
| 3     | 28. avgust    | Córdoba – Almendralejo                             | 220 km   |                      | Francisco Ventoso    |
| 4     | 29. avgust    | Almendralejo – Cáceres                             | 142 km   |                      | Erik Zabel           |
| 5     | 30. avgust    | Plasencia – Estación de Esquí La Covatilla (Béjar) | 178 km   | gorska etapa         | Danilo Di Luca       |
| 6     | 31. avgust    | Zamora – León                                      | 155 km   |                      | Thor Hushovd         |
| 7     | 1. september  | León – Alto de El Morredero (Ponferrada)           | 148 km   | gorska etapa         | Alejandro Valverde   |
| 8     | 2. september  | Ponferrada – Lugo                                  | 173 km   |                      | Aleksander Vinokurov |
| 9     | 3. september  | A Fonsagrada – Alto de La Cobertoria               | 206 km   | gorska etapa         | Aleksander Vinokurov |
|       | 4. september  | dan počitka                                        |          |                      |                      |
| 10    | 5. september  | Avilés – Museo de Altamira (Santillana del Mar)    | 190 km   |                      | Sérgio Paulinho      |
| 11    | 6. september  | Torrelavega (Velódromo Óscar Freire) – Burgos      | 165 km   | gorska etapa         | Egoi Martínez        |
| 12    | 7. september  | Aranda de Duero – Guadalajara                      | 162 km   |                      | Luca Paolini         |
| 13    | 8. september  | Guadalajara – Cuenca                               | 170 km   |                      | Samuel Sánchez       |
| 14    | 9. september  | Cuenca – Cuenca                                    | 33 km    | posamični kronometer | David Millar         |
| 15    | 10. september | Motilla del Palancar – Factoría Ford (Almussafes)  | 175 km   |                      | Robert Förster       |
|       | 11. september | dan počitka                                        |          |                      |                      |
| 16    | 12. september | Almería – Observatorio Astronómico de Calar Alto   | 145 km   | gorska etapa         | Igor Antón           |
| 17    | 13. september | Adra – Granada                                     | 167 km   | gorska etapa         | Thomas Danielson     |
| 18    | 14. september | Granada – Sierra de la Pandera                     | 153 km   | gorska etapa         | Andrej Kašečkin      |
| 19    | 15. september | Jaén – Ciudad Real                                 | 195 km   |                      | José Luis Arrieta    |
| 20    | 16. september | Rivas Futura – Rivas Vaciamadrid                   | 28 km    | posamični kronometer | Aleksander Vinokurov |
| 21    | 17. september | Madrid – Madrid                                    | 150 km   |                      | Erik Zabel           |

## Razvrstitev po klasifikacijah
| Etapa  | Zmagovalec           | Rumena majica ·      | Modra majica · | Oranžna majica ·  | Kombinacija ·        | Ekipno            |
| ------ | -------------------- | -------------------- | -------------- | ----------------- | -------------------- | ----------------- |
| 1      | Team CSC             | Carlos Sastre        | Carlos Sastre  | brez              | brez                 | Team CSC          |
| 2      | Paolo Bettini        | Thor Hushovd         | Paolo Bettini  | Mario De Sárraga  | Mario De Sárraga     | Team CSC          |
| 3      | Francisco Ventoso    | Thor Hushovd         | Thor Hushovd   | Mario De Sárraga  | David de la Fuente   | Team CSC          |
| 4      | Erik Zabel           | Thor Hushovd         | Thor Hushovd   | Mario De Sárraga  | David de la Fuente   | Team CSC          |
| 5      | Danilo Di Luca       | Danilo Di Luca       | Thor Hushovd   | Danilo Di Luca    | Danilo Di Luca       | Discovery Channel |
| 6      | Thor Hushovd         | Danilo Di Luca       | Thor Hushovd   | Danilo Di Luca    | Danilo Di Luca       | Discovery Channel |
| 7      | Alejandro Valverde   | Janez Brajkovič      | Thor Hushovd   | Janez Brajkovič   | Janez Brajkovič      | Discovery Channel |
| 8      | Aleksander Vinokurov | Janez Brajkovič      | Thor Hushovd   | Janez Brajkovič   | Janez Brajkovič      | Discovery Channel |
| 9      | Aleksander Vinokurov | Alejandro Valverde   | Thor Hushovd   | Pietro Caucchioli | Alejandro Valverde   | Discovery Channel |
| 10     | Sérgio Paulinho      | Alejandro Valverde   | Thor Hushovd   | Pietro Caucchioli | Alejandro Valverde   | Discovery Channel |
| 11     | Egoi Martínez        | Alejandro Valverde   | Thor Hushovd   | Pietro Caucchioli | Alejandro Valverde   | Discovery Channel |
| 12     | Luca Paolini         | Alejandro Valverde   | Thor Hushovd   | Pietro Caucchioli | Alejandro Valverde   | Discovery Channel |
| 13     | Samuel Sánchez       | Alejandro Valverde   | Thor Hushovd   | Pietro Caucchioli | Alejandro Valverde   | Discovery Channel |
| 14     | David Millar         | Alejandro Valverde   | Thor Hushovd   | Pietro Caucchioli | Alejandro Valverde   | Discovery Channel |
| 15     | Robert Förster       | Alejandro Valverde   | Thor Hushovd   | Pietro Caucchioli | Alejandro Valverde   | Discovery Channel |
| 16     | Igor Antón           | Alejandro Valverde   | Thor Hushovd   | Pietro Caucchioli | Alejandro Valverde   | Discovery Channel |
| 17     | Tom Danielson        | Aleksander Vinokurov | Thor Hushovd   | Egoi Martínez     | Alejandro Valverde   | Discovery Channel |
| 18     | Andrej Kašečkin      | Aleksander Vinokurov | Thor Hushovd   | Egoi Martínez     | Alejandro Valverde   | Discovery Channel |
| 19     | José Luis Arrieta    | Aleksander Vinokurov | Thor Hushovd   | Egoi Martínez     | Aleksander Vinokurov | Discovery Channel |
| 20     | Aleksander Vinokurov | Aleksander Vinokurov | Thor Hushovd   | Egoi Martínez     | Aleksander Vinokurov | Discovery Channel |
| 21     | Erik Zabel           | Aleksander Vinokurov | Thor Hushovd   | Egoi Martínez     | Aleksander Vinokurov | Discovery Channel |
| Skupaj | Skupaj               | Aleksander Vinokurov | Thor Hushovd   | Egoi Martínez     | Aleksander Vinokurov | Discovery Channel |

## Končna razvrstitev
| Legenda | Legenda                                    | Legenda | Legenda                                           |
| ------- | ------------------------------------------ | ------- | ------------------------------------------------- |
|         | Predstavlja vodilnega v skupnem seštevku   |         | Predstavlja vodilnega po točkah                   |
|         | Predstavlja vodilnega v gorski razvrstitvi |         | Predstavlja vodilnega v kombinacijski razvrstitvi |

### Rumena majica
| Poz. | Kolesar                    | Ekipa                          | Čas         |
| ---- | -------------------------- | ------------------------------ | ----------- |
| 1    | Aleksander Vinokurov       | Astana                         | 81h 23' 07" |
| 2    | Alejandro Valverde         | Caisse d'Epargne–Illes Balears | 1' 12"      |
| 3    | Andrej Kašečkin            | Astana                         | 3' 12"      |
| 4    | Carlos Sastre              | Team CSC                       | 3' 35"      |
| 5    | José Ángel Gómez Marchante | Saunier Duval–Prodir           | 6' 51"      |
| 6    | Tom Danielson              | Discovery Channel              | 8' 09"      |
| 7    | Samuel Sánchez             | Euskaltel-Euskadi              | 8' 26"      |
| 8    | Manuel Beltrán             | Discovery Channel              | 10' 36"     |
| 9    | Vladimir Karpec            | Caisse d'Epargne–Illes Balears | 10' 47"     |
| 10   | Luis Pérez Rodríguez       | Cofidis                        | 11' 32"     |

### Modra majica
| Poz. | Kolesar                    | Ekipa                          | Točke |
| ---- | -------------------------- | ------------------------------ | ----- |
| 1    | Thor Hushovd               | Crédit Agricole                | 199   |
| 2    | Aleksander Vinokurov       | Astana                         | 163   |
| 3    | Alejandro Valverde         | Caisse d'Epargne–Illes Balears | 147   |
| 4    | Samuel Sánchez             | Euskaltel-Euskadi              | 107   |
| 5    | Erik Zabel                 | Team Milram                    | 104   |
| 6    | Stuart O'Grady             | Team CSC                       | 104   |
| 7    | Francisco Ventoso          | Saunier Duval–Prodir           | 99    |
| 8    | Andrej Kašečkin            | Astana                         | 95    |
| 9    | Carlos Sastre              | Team CSC                       | 93    |
| 10   | José Ángel Gómez Marchante | Saunier Duval–Prodir           | 68    |

### Oranžna majica
| Poz. | Kolesar                    | Ekipa                          | Točke |
| ---- | -------------------------- | ------------------------------ | ----- |
| 1    | Egoi Martínez              | Discovery Channel              | 129   |
| 2    | Pietro Caucchioli          | Crédit Agricole                | 117   |
| 3    | Alejandro Valverde         | Caisse d'Epargne–Illes Balears | 98    |
| 4    | Andrej Kašečkin            | Astana                         | 84    |
| 5    | Aleksander Vinokurov       | Astana                         | 82    |
| 6    | José Miguel Elías          | Relax–GAM                      | 70    |
| 7    | Igor Antón                 | Euskaltel-Euskadi              | 67    |
| 8    | Carlos Sastre              | Team CSC                       | 63    |
| 9    | José Ángel Gómez Marchante | Saunier Duval–Prodir           | 60    |
| 10   | David Arroyo               | Caisse d'Epargne–Illes Balears | 58    |

### Bela majica
| Poz. | Kolesar                    | Ekipa                          | Čas |
| ---- | -------------------------- | ------------------------------ | --- |
| 1    | Aleksander Vinokurov       | Astana                         | 8   |
| 2    | Alejandro Valverde         | Caisse d'Epargne–Illes Balears | 8   |
| 3    | Andrej Kašečkin            | Astana                         | 15  |
| 4    | Carlos Sastre              | Team CSC                       | 21  |
| 5    | José Ángel Gómez Marchante | Saunier Duval–Prodir           | 24  |
| 6    | Samuel Sánchez             | Euskaltel-Euskadi              | 25  |
| 7    | Tom Danielson              | Discovery Channel              | 28  |
| 8    | Egoi Martínez              | Discovery Channel              | 31  |
| 9    | Igor Antón                 | Euskaltel-Euskadi              | 39  |
| 10   | Manuel Beltrán             | Discovery Channel              | 43  |

### Ekipna razvrstitev
| Poz. | Ekipa                          | Čas          |
| ---- | ------------------------------ | ------------ |
| 1    | Discovery Channel              | 201h 59' 16" |
| 2    | Astana                         | 15' 25"      |
| 3    | Caisse d'Epargne–Illes Balears | 25' 33"      |
| 4    | Euskaltel-Euskadi              | 32' 13"      |
| 5    | Team CSC                       | 52' 56"      |
| 6    | Saunier Duval–Prodir           | 1h 40' 02"   |
| 7    | Lampre-Fondital                | 1h 43' 20"   |
| 8    | AG2R Prévoyance                | 2h 02' 55"   |
| 9    | Relax–GAM                      | 2h 16' 26"   |
| 10   | Cofidis                        | 2h 20' 33"   |